# Savigny-en-Terre-Plaine
Savigny-en-Terre-Plaine è un comune francese di 166 abitanti situato nel dipartimento della Yonne nella regione della Borgogna-Franca Contea.

## Società

### Evoluzione demografica
Abitanti censiti